# Mike Wilds
William Michael Wilds, detto Mike (Chiswick, 7 gennaio 1946), è un pilota di Formula 1 britannico.
Ha preso parte ad otto Gran Premi tra il 1974 e il 1976, non riuscendo ad ottenere punti per il campionato mondiale di Formula 1.

## Biografia
Inizia a correre in Formula 3 nel 1972. Nel 1974 passa alla Formula 5000; a metà della stagione la scuderia Dempster International Racing Team gli dà l'opportunità di correre nella Formula 1, iscrivendolo al Gran Premio di Gran Bretagna, nel quale fallisce però la qualificazione al volante di una March. È poi l'Ensign che lo iscrive a quattro gare. Si qualifica sono nell'ultima, il Gran Premio degli d'America Stati Uniti. Parte ventiduesimo e non viene classificato giungendo a nove giri dal vincitore, Carlos Reutemann.
Nel 1975, passa alla BRM con la quale corre i due gran premi sudamericani di inizio stagione. In entrambi i casi non vede la bandiera a scacchi dopo essere partito ventiduesimo.
Nel 1976 Wilds ripassa in F5000, prima di ritrovare un volante di F1 presso la scuderia Team P.R. Reilly che schiera una Shadow al Gran Premio di Gran Bretagna. Non si qualifica.
Corre ancora per qualche stagione in Formula 2 e Formula Aurora. Nel 1995 diviene campione di corse su vetture storiche.

## Risultati completi in F1
| 1974 | Scuderia     | Vettura   |  |  |  |  |  |  |  |  |  |    |  |    |    |    |    |  | Punti | Pos. |
| ---- | ------------ | --------- |  |  |  |  |  |  |  |  |  | -- |  | -- | -- | -- | -- |  | ----- | ---- |
| 1974 | March Ensign | 731 MN174 |  |  |  |  |  |  |  |  |  | NQ |  | NQ | NQ | NQ | NC |  | 0     |      |

| 1975 | Scuderia | Vettura |     |     |  |  |  |  |  |  |  |  |  |  |  |  |  |  | Punti | Pos. |
| ---- | -------- | ------- | --- | --- |  |  |  |  |  |  |  |  |  |  |  |  |  |  | ----- | ---- |
| 1975 | BRM      | P201    | Rit | Rit |  |  |  |  |  |  |  |  |  |  |  |  |  |  | 0     |      |

| 1976 | Scuderia | Vettura |  |  |  |  |  |  |  |  |    |  |  |  |  |  |  |  | Punti | Pos. |
| ---- | -------- | ------- |  |  |  |  |  |  |  |  | -- |  |  |  |  |  |  |  | ----- | ---- |
| 1976 | Shadow   | DN3     |  |  |  |  |  |  |  |  | NQ |  |  |  |  |  |  |  | 0     |      |

| Legenda | 1º posto     | 2º posto | 3º posto    | A punti         | Senza punti/Non class.  | Grassetto – Pole position Corsivo – Giro più veloce |
| Legenda | Squalificato | Ritirato | Non partito | Non qualificato | Solo prove/Terzo pilota | Grassetto – Pole position Corsivo – Giro più veloce |